# Paramonacanthus frenatus
Paramonacanthus frenatus — вид скелезубоподібних риб родини Єдинорогові (Monacanthidae).

## Поширення
Морський, демерсальний, тропічний вид. Поширений на коралових рифах на заході Індійського океану біля берегів Східної Африки та Аравії та Індії.

## Опис
Дрібна рибка завдовжки до 8.7 см.